# La metafisica dei costumi
La metafisica dei costumi (titolo originale: Die Metaphysik der Sitten) è un'opera di Immanuel Kant, pubblicata nel 1797. Si tratta dell'opera più ampia pubblicata dal filosofo prussiano intorno alla filosofia morale e al diritto; sebbene non fosse conosciuta quanto la Fondazione della metafisica dei costumi o la Critica della ragion pratica, negli Stati Uniti fu riscoperta grazie alla traduzione di Mary J. Gregor e alla sua opera Laws of Freedom del 1963. In Italia ne esisteva una traduzione a cura Giovanni Vidari già dal 1923 e in Germania l'opera era discussa e conosciuta già prima, ma era stata sottovalutata.
L'opera è divisa in due parti principali: la prima, la Scienza del diritto, si basa sull'interpretazione repubblicana delle origini della comunità politica come società civile e l'istituzione della legge positiva in rapporto al diritto naturale. Pubblicata separatamente, la Scienza del diritto è influenzata dal giusnaturalismo e dal contrattualismo e fornisce una giustificazione filosofica dello Stato come Stato di diritto. Costituisce uno degli ultimi esempi del repubblicanesimo classico in filosofia politica. La Scienza del diritto contiene anche la più matura delle trattazioni di Kant sul progetto della pace (vedere anche il saggio Per la pace perpetua) e un sistema giuridico per garantire i diritti individuali, secondo una concezione liberale classica. La seconda parte, la Scienza della virtù, tocca temi legati allo sviluppo morale della persona: in particolare offre un'analitica deduzione dei doveri etici.
Possono essere usate anche le traduzioni alternative "Dottrina del diritto" e "Dottrina della virtù".

## Struttura dell'opera
La Metafisica dei costumi è divisa in due parti fondamentali, ossia la dottrina del diritto e la dottrina della virtù: la necessità di questa partizione è esplicitata a più riprese nell'opera dallo stesso autore; nel capitolo XIV intitolato "Il principio di distinzione della dottrina della virtù dalla dottrina del diritto", Kant sottolinea che questa distinzione "si fonda sul fatto che il concetto di libertà, comune ad entrambe le dottrine, rende necessaria la divisione dei doveri in doveri della libertà esterna e doveri della libertà interna". Peraltro se i doveri di diritto si riferiscono all'uso della libertà esterna, i doveri di virtù (etici) si riferiscono all'uso della libertà sia esterna, sia interna. Inoltre l'opera consta di due prefazioni e di due introduzioni, queste ultime relative rispettivamente alla metafisica dei costumi ed alla dottrina della virtù.
La dottrina della virtù è poi divisa in due parti fondamentali che sono la "dottrina degli elementi", suddivisa in "dogmatica" e "casistica", e"dottrina del metodo" a sua volta suddivisa in "catechesi" ed "ascetica".
Qual è il motivo che conduce Kant ad introdurre una dottrina del metodo in ambito etico e non in ambito giuridico? In primo luogo in ambito etico ci si riferisce a massime (la massima è il principio soggettivo che l'agente si pone come regola) e non ad azioni come accade invece in ambito giuridico.
In secondo luogo è importante specificare che, poiché l'etica ha a che fare anche con "doveri larghi" (doveri che possono lasciare anche uno spazio per agire alla libertà d'arbitrio detto "latitudo"), perché si riferiscono a massime, invece la dottrina del diritto (riferendosi ad azioni) ha a che fare con doveri esclusivamente stretti; perciò quest'ultima, in base alla sua natura strettamente coercitiva, non richiede una prescrizione generale (metodo). Nella dottrina del diritto si considerano le azioni se siano legali, cioè conformi alle leggi (del diritto), nella dottrina della virtù (cioè nell'etica) invece è l'intenzione (come fondamento intrinseco della massima) ad essere considerata se sia conforme alla legge morale (l'imperativo categorico). I doveri di diritto (giuridici), riferendosi ad azioni, sono unicamente doveri perfetti verso gli altri uomini; i doveri di virtù (etici) invece, riferendosi a massime, si distinguono in doveri perfetti (verso se stessi e verso gli altri uomini) e in doveri imperfetti (verso se stessi e verso gli altri). I doveri perfetti ci indicano precisamente quale massima deve essere (o non deve essere) scelta dall'agente morale; i doveri imperfetti invece indicano solo il fine, che per l'agente morale deve essere preso in considerazione, lasciando a lui la scelta della massima più consona al suo raggiungimento. 
Per esempio "non uccidere", oltre ad essere un dovere di diritto (giuridico) perfetto verso gli altri uomini, costituisce anche un dovere di virtù (etico), per cui non si deve uccidere né gli altri, né se stessi (suicidio). In questo senso ci indica come dovere di virtù la massima. Fra i doveri di virtù (etici) perfetti ci sono molti doveri "negativi", che indicano precisamente quali massime sono da Kant ritenute immorali e pertanto moralmente proibite: oltre l'omicidio, il suicidio e il rubare, è soprattutto degna di nota la condanna kantiana del mentire. La menzogna infattie è considerata da Kant una grave trasgressione, perché mentendo l'uomo tratta se stesso come "una macchina parlante" e non come una persona. Fra i doveri di virtù (etici) imperfetti verso se stessi invece, Kant cita il tendere alla propria perfezione (intesa come fisica, intellettuale e morale); mentre fra i doveri di virtù (etici) imperfetti verso gli altri uomini, Kant cita il contribuire alla felicità altrui (ad esempio con la beneficenza, la riconoscenza e la simpatia). In entrambi i casi è lasciata all'agente morale la scelta ("latitudo") della massima da seguire.

## Introduzione alla metafisica dei costumi
L'introduzione alla metafisica dei costumi risolve ed anticipa problematiche che trovano nuova rielaborazione ed articolazione all'interno dell'opera come il concetto di libertà, volontà ed imperativo categorico; nella prima parte intitolata "Il rapporto fra facoltà dell'animo umano e leggi etiche" trova per la prima volta esposizione il concetto di libertà inteso nel suo concetto negativo come "indipendenza dagli impulsi sensibili", mentre nel suo concetto positivo è considerata come " la facoltà della ragione pura di essere di per se stessa pratica".

## Il principio supremo del diritto
Il principio supremo del diritto, che è alla base di ogni dovere di diritto, è secondo Kant: "Agisci esternamente in modo tale che il libero uso del tuo arbitrio possa coesistere con quello di ogni altro sotto una legge universale". Questo principio sembra essere dedotto dalla terza formulazione dell'imperativo categorico, presente nella "Fondazione della metafisica dei costumi" (1785) : "Agisci affinché l'idea della volontà, insita in te, come in ogni essere ragionevole, diventi principio di una legislazione universale". Qui Kant sembra proprio riferirsi a quel concetto di "regno dei fini", in cui ogni uomo deve trattare se stesso e ogni altro "come fine e mai semplicemente come mezzo", che deve essere instaurato dall'uomo, considerato come essere ragionevole.

## Introduzione alla dottrina delle virtù
In questa parte dell'opera Kant si interroga su quello che può essere considerato lo statuto autentico dell'etica partendo da una riflessione sul rapporto tra scopo (o fine) e dovere: se in ambito giuridico, partendo dallo scopo, rintraccio massime delle azioni conformi al dovere, in ambito etico la strada sarà opposta, perché è il concetto di dovere che conduce agli scopi (ottica etica deontologica). A questo punto ci si domanda quale possa essere un "dovere di virtù" : Kant risponderà ponendo l'accento sul fatto che un "dovere di virtù" è tale solo se uno scopo è contemporaneamente un dovere.

## Il principio supremo della virtù
Il principio supremo della virtù, che sta alla base di ogni dovere di virtù, è "Agisci con una massima di fini che l'averla costituisca per te principio di una legislazione universale". Questo principio sembra essere dedotto da Kant dalla seconda formulazione dell'imperativo categorico, presente nella Fondazione della metafisica dei costumi (1785): "Agisci in modo da trattare l'umanità nella tua, come nell'altrui persona, sempre come fine e mai semplicemente come mezzo". Questa celebre formulazione dell'Imperativo categorico di Kant è quella che esprime meglio che l'uomo non è una cosa, né solamente un individuo, ma è persona, e come tale deve essere trattato da se stesso e dagli altri uomini. Se l'uomo non trattasse se stesso e ogni altro uomo come fine, la massima della sua volontà non potrebbe diventare una legge universale, che è la formula fondamentale dell'Imperativo categorico, cioè la legge morale.

## Quali sono gli scopi che sono contemporaneamente doveri?
Essi sono:
- la propria perfezione
- la felicità altrui

Questi doveri, che sono allo stesso tempo scopi, non sono interscambiabili, ossia non posso elevare al loro "status" la propria felicità e la perfezione altrui. Cosa intende Kant per "propria perfezione"?
Kant intende il concetto di "perfezione" sia in senso fisico, sia intellettuale, sia in senso morale: per quello che riguarda la "perfezione fisica" ( o "naturale" ) è un dovere per l'uomo avere cura del proprio corpo, che non è affatto considerato da Kant platonicamente, come "prigione dell'anima"; pertanto è  suo dovere di sollevarsi dalla rozzezza e dall'animalità per orientarsi verso l'umanità che risiede in lui. Allo stesso tempo per l'uomo è un dovere coltivare la propria "perfezione intellettuale": la propria intelligenza, affinché possa pervenire ad un certo grado di cultura, sollevandolo dalla ignoranza. Infine, attraverso l'esercizio della sua libera volontà, l'uomo deve cercare di pervenire alla "perfezione morale":  per fare ciò deve sempre in ogni massima (che è  il principio soggettivo che l'agente morale assume come regola) di un'azione considerare la purezza interiore dell'intenzione. L'intenzione  è appunto il fondamento intrinseco della massima: solo la purezza dell'intenzione  può fare tendere l'uomo alla "perfezione morale", in quanto come intenzione pura, fa in modo che la legge diventi contemporaneamente anche il motivo delle sue azioni conformi al dovere.